# Горобіївка (Фастівський район)
Горобії́вка — село Бишівської сільської громади Фастівського району Київської області. Населення становить 193 особи. Розташоване за 3 км від с. Бишів. Площа населеного пункту — 159 га. Кількість дворів — 81.

## Історія
Згадується в метричній книзі Бишівського костьолу в 1768 року.
1772 року у селі було 32 двори. Горобіївкою володіли магнати Харленські.
Станом на 1885 рік у колишньому власницькому селі Бишівської волості Київського повіту Київської губернії, мешкало 462 особи, налічувалось 60 дворів, існували православна церква, лавка, 2 вітряних млини.
За переписом 1897 року кількість мешканців зросла до 595 осіб (297 чоловічої статі та 298 — жіночої), з яких 570 — православної віри.
Серед заможних селян відомо ім'я Василя Шевченка, який на початку XX ст. володів 200 га землі.

## Історичні пам'ятки
Селом проходив Змієвий вал, залишки якого місцями збереглися. На околиці стоїть старовинний курган. На території села знаходять фрагменти кераміки, знарядь праці давньої епохи.

## Населення

### Мова
Розподіл населення за рідною мовою за даними перепису 2001 року:
| Мова       | Кількість | Відсоток |
| ---------- | --------- | -------- |
| українська | 239       | 96.37%   |
| російська  | 8         | 3.23%    |
| білоруська | 1         | 0.40%    |
| Усього     | 248       | 100%     |